# Cephalanthus
Cephalanthus es un género con 44 especies de plantas con flores perteneciente a la familia Rubiaceae.
Otras autoridades aceptan entre seis y 15 especies. El nombre deriva del antiguo griego "cabeza de flores" (cephalo = cabeza y Anthus =  flor).

## Distribución
Originaria de las regiones tropicales y templadas de América, África y Asia.

## Descripción
Son arbustos o pequeños árboles que alcanzan los 5-15 m de altura. Las hojas son simples, dispuestas en pares opuestos o en verticilos de tres. Las flores forman una densa inflorescencia globular. 

## Taxonomía
El género fue descrito por Carlos Linneo y publicado en Species Plantarum 1: 95. 1753.
Etimología
Cephalanthus; nombre genérico que deriva del griego antiguo κέφαλη ( céfale ), que significa "cabeza", y ἄνθος ( anthos ), que significa "flor"

## Especies seleccionadas
- Cephalanthus acuminatus
- Cephalanthus africanus
- Cephalanthus angustifolius
- Cephalanthus aralioides
- Cephalanthus augustifolius
- Cephalanthus berlandieri
- Cephalanthus glabratus
- Cephalanthus occidentalis L.[5]